# Ostedes ochreopictus
Ostedes ochreopictus là một loài bọ cánh cứng trong họ Cerambycidae.